# Внешняя политика Египта
Внешняя политика Египта — это общий курс Египта в международных делах. Внешняя политика регулирует отношения Египта с другими государствами. Реализацией этой политики занимается министерство иностранных дел Египта.

## Обзор
Геополитика оказала существенное влияние на формирование внешней политики Египта. Египет занимает стратегическое положение между Африкой и Азией, обеспечивает проход водного транспорта из Средиземного моря в Индийский океан через Суэцкий канал. Политики Египта стремились сделать государство сильным, чтобы не стать жертвой внешних сил. Безопасность Египта также связана с контролем Нила, от водных ресурсов которого зависит его существование. Поэтому Египет стремился установить крепкие отношения с Суданом и старался наладить прочные отношения с Угандой и Заиром. Египетские правители традиционно старались поддерживать отношения с Сирией и Саудовской Аравией, а также с Турцией и Ираком. В современной истории Египта наибольшей угрозой для него воспринимался Израиль, расположенный у восточных границ страны.
Президент Египта Гамаль Абдель Насер считал, что страна находится в центре пересечения сразу нескольких политических интересов: африканских, арабских и исламских. Египет рассматривал себя как важного политического игрока в Африке, продвигал свои интересы в странах Третьего мира, являлся сторонником нейтралитета и Движения неприсоединения. Стратегически важное расположение Египта сделало страну предметом интереса со стороны сверхдержав, Абдель Насер играл на противоречиях сверхдержав, что позволило ему получать экономическую и военную помощь с обеих сторон. При президенте Египета Хосни Мубараке (с 1981-2011) страна продолжила играть существенную роль в урегулировании в арабо-израильском конфликте, выступала в качестве борца с радикальным исламизмом, что позволило получать экономическую помощь из стран Запада и Арабского мира.
Еще одним важным фактором для формирования принципов внешней политики Египта стало арабо-исламское население страны. В Египте было давнее доисламское наследие, которое придавало ему особую идентичность  , и в такие периоды, как британская оккупация, страна развивалась отдельно от стран арабского мира. Национальная идентичность Египта никогда не сливалась в недифференцированный арабизм, так как страна сформирована своей географией, историей, диалектом и обычаями. Однако содержание египетской идентичности, бесспорно, арабо-исламское. Египет является неотъемлемой частью арабского мира, это самая большая арабоязычная страна, интеллектуальный и политический центр арабского мира. В 1950-х годах основными арабскими политическими соперниками Египта были Ирак и Саудовская Аравия, а его основным арабским союзником была Сирия (см. Египетско-сирийские отношения). В 1970-х годах Египет, Сирия и Саудовская Аравия наладили дружеские отношения, однако когда президент Египта Анвар Садат подписал мирный договор с Израилем, то Сирия стала главным соперником Египта.

## История
В 1967 году Соединённые Штаты Америки поддержали Израиль в ходе Шестидневной войны, что сделало Египет ещё более зависимым от военной и экономической помощи Советского Союза, но эта зависимость частично была уравновешена увеличением финансовой помощи от арабских нефтяных государств. К концу 1970-х годов Анвар Садат резко изменил вектор внешней политики страны, заключив мир с Израилем и наладив отношения с США, что повлекло за собой деградацию связей с СССР и привело Египет к зависимости от Соединенных Штатов. Эта зависимость исключала принятие внешнеполитических решений, которые не нравились Израилю и США, что сильно ограничило возможности Египта к ведению активной и независимой внешней политики. Основная дилемма внешней политики Египта заключалась в том, что зависимость от иностранной помощи противоречила стремлению к национальной независимости, а также важной роли страны в арабо-исламском мире и Движении неприсоединения.
Внешняя политика Египта доминировала в повестке дня лидеров этой страны, так как от нее зависели пути развития экономики государства. Выступление по внешней политике могло бы привести к нарушению лидерства. Абдель Насер в своих речах напирал на националистические победы над «империализмом», но после поражения в Шестидневной войне от Израиля его риторика пошла на спад. Более удачная война Египта против Израиля в 1973 году под руководством Анвара Садата принесла ему популярность в народе, но подписание мирного договора с Израилем было резко негативно встречено населением. Абдель Насер сконцентрировал принятие внешнеполитических решений в своих руках, взяв на себя ответственность за национализацию Суэцкого канала. Анвар Садат также старался принимать независимые внешнеполитические решения, такие как: предложение открыть Суэцкий канал в обмен на частичный уход Израиля с территории страны, а также и его решение присоединиться к Федерации Арабских Республик с Ливией и Сирией. Однако, Анвар Садат, в отличие от своего предшественника, принимал множество решений вопреки мнению элиты и не обращал внимания на советы военных и дипломатов. Хосни Мубарак продолжил традицию президентского господства во внешней политике, но принимал свои решения в более тесных консультациях со своими советниками из военных и дипломатических кругов.
Несмотря на то, что принятие внешнеполитических решений было в руках президента, внешняя политика Египта была самой сложной и влиятельной в арабском мире. Определенным влиянием пользовался государственный министр иностранных дел Египта Бутрос Бутрос-Гали, у которого были заместители, отвечающие за географические районы (Америка, Африка, Азия, Европа) и функциональные департаменты (экономические дела, культурные дела и т. д.). Дипломаты для службы в МИД Египта отбирались на основе конкурсных процедур и обучению в профильных университетах. К 1982 году Египет установил дипломатические отношения с 95 зарубежными странами и имел в штате более 1000 сотрудников дипломатической службы.
В 1960-х годах крупным внешнеполитическим успехом Египта стала политическая победа Абделя Насера над Францией, Великобританией и Израилем во время Суэцкого кризиса. Однако, другие арабские страны не желали принимать гегемонию Египта и его видение развития Арабского мира. В 1970-х года Египет поддержал восставших во время военного переворота в Йемене, направленного против королевской власти. Началось египетско-саудовское противостояние на территории Йеменской Арабской Республики, в ходе которого Египет одержал победу, доставшуюся ему ценой больших финансовых и военных потерь. Однако, все внешнеполитические успехи Абделя Насера пошли прахом после поражения от Израиля в Шестидневной войне и потере Синайского полуострова.
После поражения в Шестидневной войне Египет выразил готовность к мирному урегулированию арабо-израильского конфликта, но против признания существования Израиля и главенствующей роли США на Ближнем Востоке. Абдель Насер был уверен, что дипломатическими методами Синайский полуостров не вернуть, поэтому начал масштабную реформу вооружённых сил и Войну на истощение с Израилем. В сентябре 1967 года в Хартуме состоялся саммит глав арабских государств. На этом саммите Абдель Насер и король Саудовской Аравии Фейсал пришли к соглашению: Египет прекратил свои попытки дестабилизировать режим Саудовской Аравии, а взамен Эр-Рияд предоставит Каиру финансовую помощь, необходимую для восстановления вооружённых сил и возвращении утраченных территорий. После окончания Шестидневной войны Советский Союз помог Египту, предоставив военную технику взамен уничтоженной Израилем. Эта помощь стала одним из проявлений Холодной войны на Ближнем Востоке, так как США традиционно поддерживали Израиль в его противостоянии с Арабским миром. В 1972 году президент Египта Анвар Садат стал искать поддержки на Западе, изгнал советских советников из Египта в надежде заключить союз с США. Анвар Садат завязал крепкие отношения с Саудовской Аравией, надеясь что их контакты с Вашингтоном помогут Египту в решении внешнеполитических проблем. При этом в качестве запасного варианта Анвар Садат рассматривал новую войну с Израилем, но при этом всеми силами старался ее избежать. Война Судного дня в октябре 1973 года вновь окончилась победой Израиля. Однако, египетская армия продемонстрировала определенные успехи и избежала катастрофического поражения, какое было во время Шестидневной войны. Разочаровавшись в военных методах возвращения утраченной территории, Анвар Садат вновь обратился за помощью к США. Итогом посредничества США стало подписание мирного договора между Израилем и Египтом в Кэмп-Дэвиде. Синайский полуостров был возвращен Египту, но страны Арабского мира крайне негативно восприняли мирную инициативу Анвара Садата и прекратили оказание экономической помощи.
В 1979 году в Иране произошла Исламская революция, что сподвигло США усилить развитие двусторонних отношений с Египтом. Между странами начались совместные военные учения, египетские войска стали принимать участие в поддержке про-американских африканских стран, таких как Заир. Анвар Садат рассчитывал стать основным союзником США в регионе и отсечь Израиль от американской военной и экономической помощи. Его преемник Хосни Мубарак столкнулся с серьезными внешнеполитическими проблемами, так ему понадобилось почти десять лет, чтобы прекратить изоляцию Египта от других арабских стран. Однако при нем зависимость Египта от Соединённых Штатов стала необратимой: помимо поставок оружия и продовольствия, американцы направляли 2 млрд. долларов США для поддерживания экономики Египта на плаву. Хосни Мубарак холодно относился к Израилю и старался выступать в поддержку палестинского народа. В 1982 году Египет оставался нейтральным во время израильского вторжения в Ливан, что дало возможность Израилю сконцентрироваться на военной операции на севере страны и не держать большое количество войск на границе с Египтом. Нападение Израиля на Ирак в 1981 году и на Тунис в 1986 году показали, что нейтральный Египет сделал возможным подобные атаки израильтян на страны Арабского мира. Хосни Мубарак предпринимал попытки снизить зависимость от правительства Соединённых Штатов. В конце 1985 года и начале 1986 года он не стал выступать против Ливии, а также восстановил дипломатические отношения Каира с Москвой.
Хосни Мубарак сумел вновь интегрировать Египет в Арабский мир без установления новой конфронтации с Израилем. В 1983 году у председателя ООП Ясира Арафата произошел конфликт с Сирией, что позволило Египту наладить крепкие отношения с лидерами палестинцев. Другие арабские государства, опасаясь влияния шиитского Ирана видели в Египте своего союзника.
В 1989 году Египет был принят в Лигу арабских государств. Хосни Мубарак старался выступать посредником в арабо-израильском конфликте, снять напряжённость в отношениях между Израилем и Государством Палестина. К 1990 году эти усилия не привели к разрешению кризиса и улучшению отношений израильтян и палестинцев, но восстановили связи между Египтом и Сирией. Таким образом, Хосни Мубарак сумел восстановить влияние Египта в качестве ведущей силы Арабского мира.
После свержения Мубарака (2011 год), в ходе Арабской весны…
В начале 2019 г. Каир официально уведомил Вашингтон о своем отказе участвовать в создании Ближневосточного альянса безопасности (MESA)
С 1 января 2024 года является участником БРИКС.